# Émail à froid
Pour les articles homonymes, voir émail.
En France, l'utilisation des expressions "émail à froid" ou "faux émail" est potentiellement illicite voire passible de poursuites judiciaires car la dénomination "Émail" (ou au pluriel Émaux) est réservée aux produits vitrifiables protégés par le Décret n°82-223 du 25 février 1982 spécifiant dès l'article 1 que la technique employée doit atteindre "[…] une température d'au moins 500 degrés °C".
En complément, l'article 2 précise les restrictions quant à l'utilisation de la dénomination émail : " Il est interdit de fabriquer, d'exposer, de détenir en vue de la vente, de mettre en vente, de vendre ou de distribuer à titre gratuit sous les dénominations Émail ou Émaux, avec ou sans qualificatif, et de désigner, par une dénomination contenant ces mots, des dérivés ou imitations de ces mots, des produits qui ne répondent pas à la définition mentionnée à l'article 1er."
L'appellation « émail à froid », utilisée notamment en bijouterie, désigne la polymérisation d'une résine synthétique. Le résultat obtenu présente des qualités esthétiques (l'éclat des couleurs) ressemblantes mais des qualités mécaniques (rayures) et une durabilité fondamentalement différentes. De la technique de l'émaillage, probablement venue d'Égypte via Byzance, l'émail à froid n'emprunte que le nom.